# Hollidayův spoj

Hollidayův spoj (schéma); každé vlákno je znázorněno jinou barvou

Hollidayův spoj (Hollidayova struktura) je způsob propojení čtyř vláken DNA, který typicky vzniká v průběhu genetické rekombinace. Je pojmenován podle britského biologa Robina Hollidaye (*1932), který navrhl model pro vzájemnou (reciprokou) výměnu vláken při rekombinaci (crossing-overu). V rámci takové výměny dochází nejprve k několika zlomům a opětovným propojením, načež vzniká čtyřvláknová struktura známá právě jako Hollidayův spoj. Později se sice zjistilo, že rekombinace probíhá poněkud odlišně, než si Holliday představoval, ale Hollidayova struktura tyto změny přežila.
Existence Hollidayova spoje je vždy pouze dočasná. Typicky k jeho vzniku dochází při meiotické rekombinaci (tzv. crossing-overu), jež je typická pro zrání pohlavních buněk živočichů. Dnes se předpokládá následující průběh: nejprve dojde k dvouvláknovému zlomu na jedné z dvouvláknových molekul DNA. Enzym, který to umožňuje (u kvasinek Spo11), zůstává pevně navázán na koncích těchto zlomů. Následně speciální nukleáza zkrátí 5' konce obou fragmentů, což má za následek vznik přesahujících 3' konců. Jeden z 3' konců invaduje do druhého (dosud neporušeného) dvouvlákna a jeden z řetězců je vytlačen k druhému volnému 3' konci. Následně dochází k dosyntetizování předtím odstraněných 3' konců a k sérii ligací. Vzniká čtyřvláknová struktura známá jako Hollidayův spoj. Konečně musí přijít nějaký enzym, který provede sérii dalších střihů a ligací, čímž Hollidayova struktura zanikne a vznikají dvě dvouvlákna – ale s vyměněnými vlákny.

## Galerie

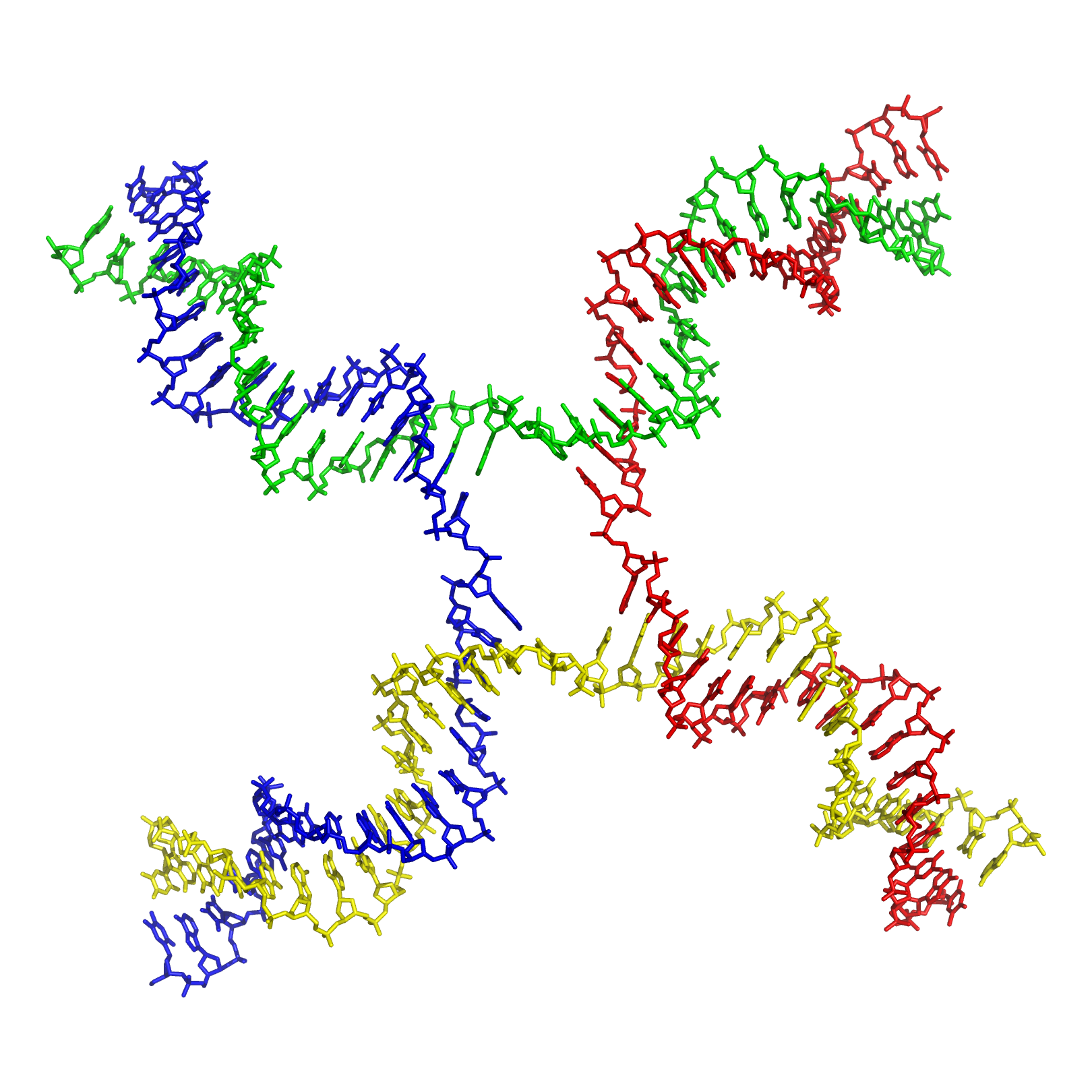
Hollidayův spoj – molekulární struktura
Trojrozměrná struktura Hollidayova spoje
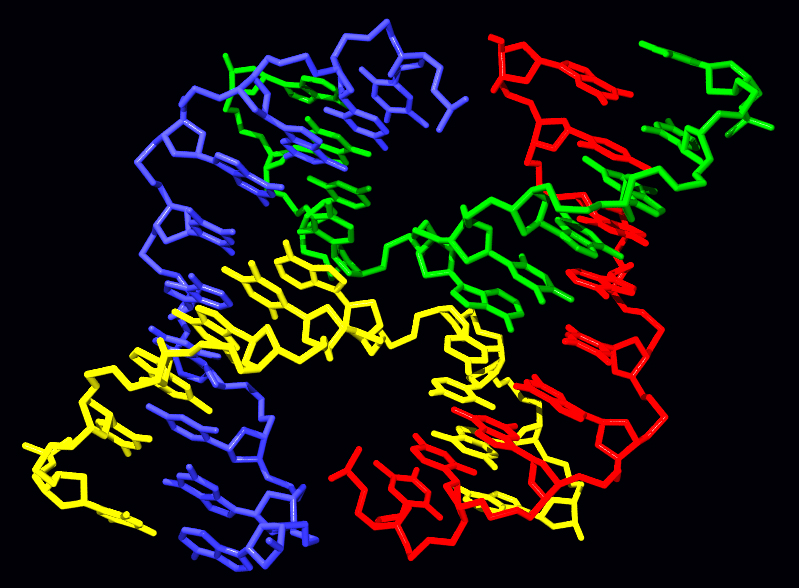
Další schéma Hollidayova spoje